# Czad na Mistrzostwach Świata w Lekkoatletyce 2015
Czad na Mistrzostwach Świata w Lekkoatletyce 2015 – reprezentacja Czadu podczas Mistrzostw Świata w Pekinie liczyła 1 zawodnika, który nie zdobył medalu.

## Występy reprezentantów Czadu
| Konkurencja            | Zawodnik                 | Eliminacje | Eliminacje | Runda 1  | Runda 1 | Półfinał | Półfinał | Finał    | Finał   |
| Konkurencja            | Zawodnik                 | Rezultat   | Pozycja    | Rezultat | Pozycja | Rezultat | Pozycja  | Rezultat | Pozycja |
| ---------------------- | ------------------------ | ---------- | ---------- | -------- | ------- | -------- | -------- | -------- | ------- |
| Bieg na 100 m mężczyzn | Mahamat Goubaye Youssouf | 10,92 (PB) | 11. q      | 10,92    | 52.     | NQ       | NQ       | NQ       | NQ      |